# Какабаев, Ашир
Аши́р Какаба́ев (1909—1968) — хлопкороб, Герой Социалистического Труда (1948).

## Биография
Родился в 1909 году на территории нынешнего Куня-Ургенчского района Ташаузской области Туркмении.
С 1926 по 1934 годы служил в органах милиции, участвовал в вооруженных стычках с басмачами. В 1934 году Какабаев стал во главе местного сообщества по возделыванию хлопка, которое было преобразовано в 1936 году в колхоз «Большевик» Куня-Ургенчского района Ташаузской области Туркменской ССР. Какабаев руководил им до самой своей кончины в 1968 году.
В 1947 году Какабаев получил высокий урожай хлопка — по 90,27 центнера с каждого гектара.
Указом Президиума Верховного Совета СССР от 5 апреля 1948 года за «получение высоких урожаев хлопка при выполнении колхозом обязательных поставок и натуроплаты за работу МТС в 1947 году и обеспеченности семенами зерновых культур для весеннего сева 1948 года» Какабаев Ашир был удостоен звания Героя Социалистического Труда с вручением ордена Ленина за номером 70734 и медали «Серп и Молот».
В 1948 году Какабаев получил урожай хлопка по 91,1 центнера с каждого гектара, в 1949 году — по 42,3 центнера, в 1950 году — по 36,5 центнера. Каждый год площадь значительно увеличивалась, дойдя в 1950 году до 1215 гектаров.
Указом Президиума Верховного Совета СССР от 30 июля 1951 года за «исключительные заслуги перед государством» Какабаев Ашир был награждён второй золотой медалью «Серп и Молот».
Постановлением Президиума Верховного Совета СССР от 10 декабря 1952 года в «связи с невыполнением показателей по урожайности хлопка-сырца, установленных для присвоения звания Героя Социалистического Труда» Какабаев был лишён второй золотой медали «Серп и Молот» и ордена Ленина, который был вручён ему согласно Указу ПВС СССР от 11 апреля 1949 года. Основанием для лишения стали приписки урожаев, в которых Какабаев был уличён.
Избирался депутатом Верховного Совета Туркменской ССР 2-го и 5-го созывов и членом ЦК компартии Туркменистана (1950).
Умер в 1968 году.
В 1968 году после его смерти колхоз «Большевик», который возглавлял долгие годы Ашир Какабаев, был назван его имением.

## Память
До сих пор в Туркменистане существует сельскохозяйственное предприятие — дайханское объединение имени Ашира Какабаева.